# Tarrington (Australia)
Tarrington (do 1918 roku Hochkirch) – wieś w Australii, w stanie Wiktoria, w hrabstwie Southern Grampians, położona nieopodal miasta Hamilton. Według spisu powszechnego z 2006 roku zamieszkiwana przez 193 osoby.

## Historia

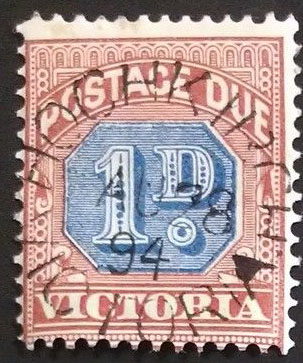
Znaczek pocztowy z Hochkirch (1894)

Miejscowość została założona w 1853 roku, głównie przez łużyckich imigrantów ze społeczności kościoła ewangelicko-augsburskiego jako Hochkirch (znana także jako Bukecy i German Town). Pierwszy drewniany kościół postawiono w 1854 roku (przebudowywano go w 1863 i 1928 roku), a w 1861 roku Hochkirch zostało po raz pierwszy ujęte w spisie powszechnym – wieś zamieszkiwało wówczas 310 osób. W latach 60. XIX wieku w okolice miejscowości zaczęli napływać brytyjscy osadnicy. W tym czasie we wsi zaczęła działać poczta, sklep i hotel. Jej populacja przekroczyła 800 osób, by jednak spaść w latach 70. XIX wieku do około 350 osadników.
Na przełomie XIX i XX wieku istniały we wsi niemieckie gazety (tygodnik i dwutygodnik), drukarnia i księgarnia. W 1918 roku, w wyniku narastających nastrojów antyniemieckich, jej nazwa została zmieniona na Tarrington (od nazwy posiadłości jednego z okolicznych mieszkańców). W 1944 roku Tarrington zostało częściowo zniszczone w wyniku pożaru buszu. W późniejszych latach miejscowość służyła jako miejsce noclegowe dla osób podróżujących do miasta Hamilton.